# Pevný podpalovač

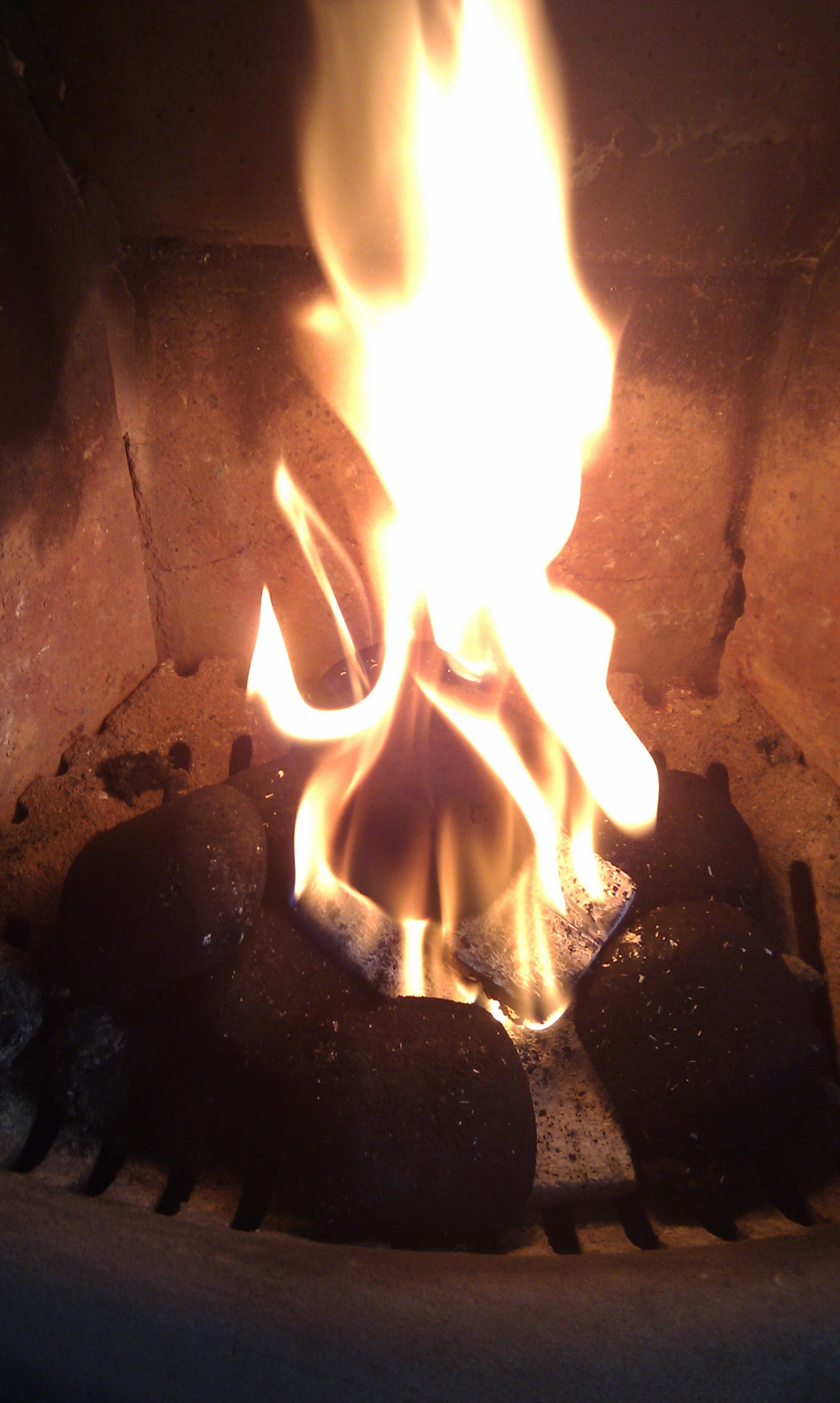
Oheň zapálený pomocí podpalovače obloženého briketami v topeništi kamen

Pevný podpalovač (také pevný líh či tuhý líh) může označovat různé substance používané pro usnadnění rozdělávání ohně. 
Podpalovač, uváděné na trh jako spotřební výrobky, mohou být použity k rozdělání ohně ve venkovním ohništi, krbu nebo kamnech na pevná paliva nebo v jednoduchých nouzových campingových vařičích.
Jako nebezpečný materiál mají podpalovače přidělen UN kód 2623. 
- metaldehyd[2]
- urotropin
- kapalné uhlovodíky nasáklé v porézním materiálu, např. pevný podpalovač Pe-Po

## Galerie

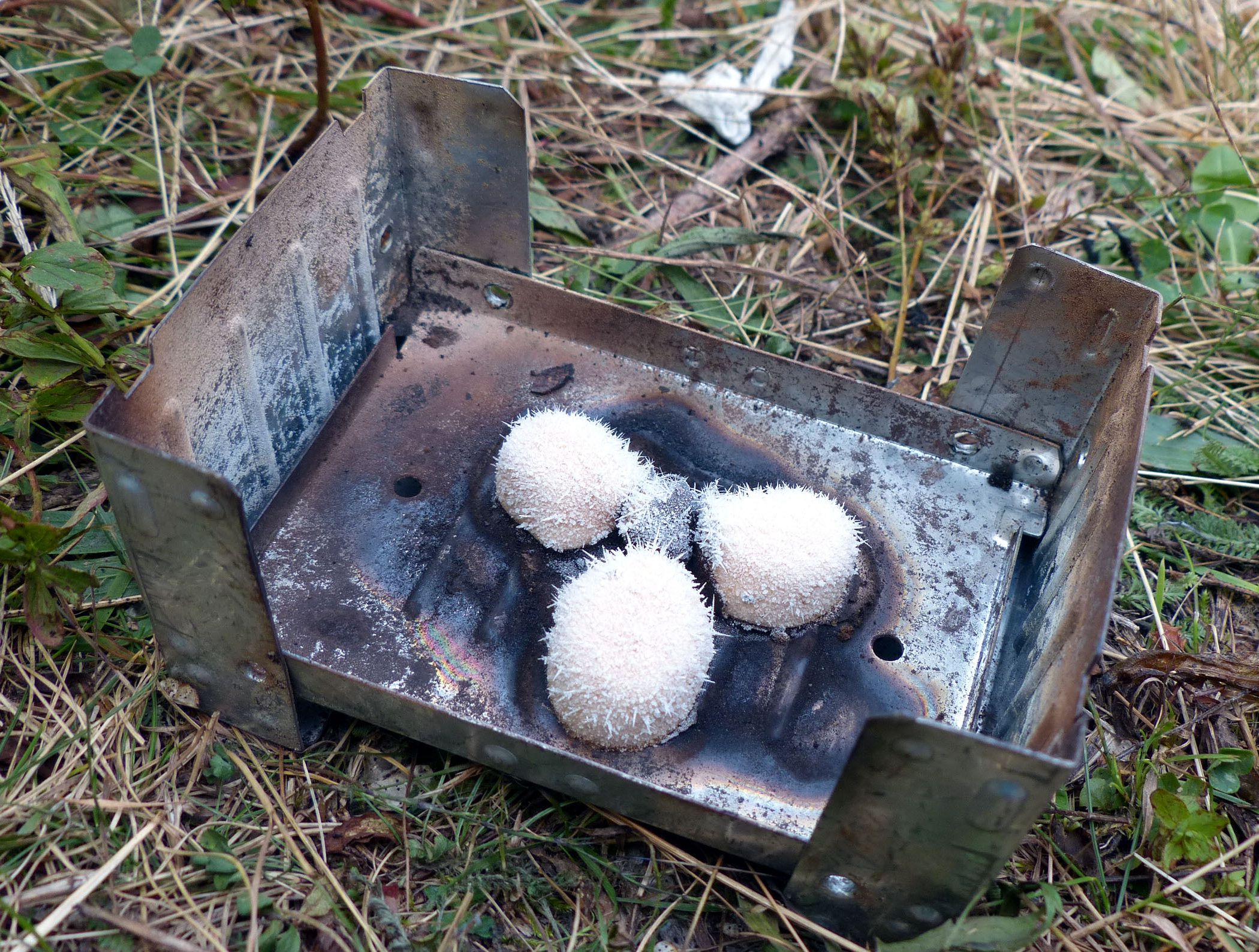
Vařič na pevný líh
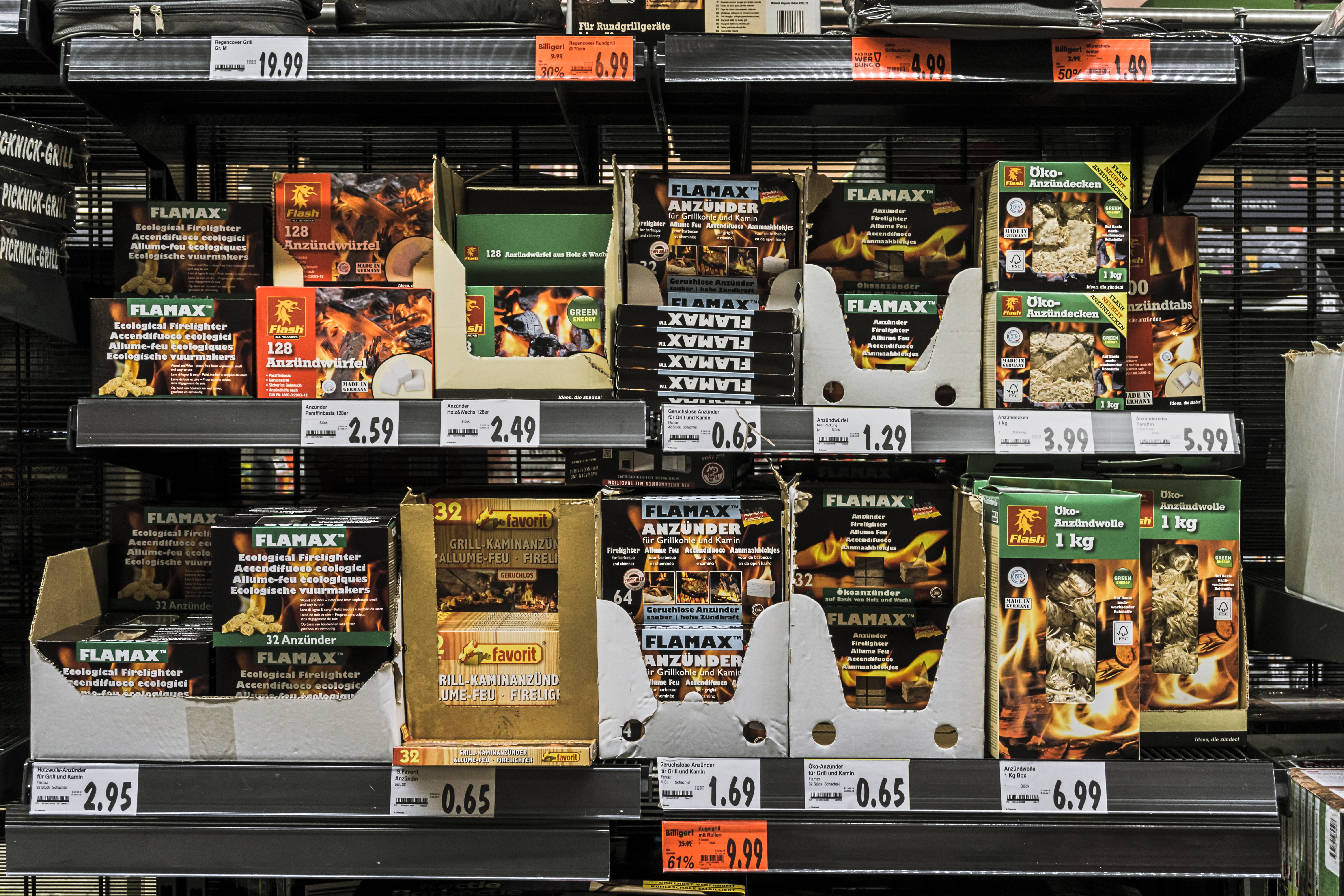
Nabídka pevných podpalovačů v obchodě